# 鶴が沢
鶴が沢（つるがさわ）は、愛知県名古屋市緑区の町名。現行行政地名は鶴が沢一丁目から鶴が沢三丁目。住居表示未実施。

## 地理
名古屋市緑区の北東部に位置し、南東は鳴海町、南は徳重、北西は元徳重、北は亀が洞に接する。

## 歴史

### 町名の由来
鳴海町の小字名「鶴ヶ沢」による。一般に「鶴」がつく地名は鶴が飛来する地に名付けられるというが、当地でいう「鶴」とは水路や水路のある低地を意味するという。なお隣接して存在する「亀が洞」は当地名の「鶴」に対応して「亀」の字を採用したのだという。

### 沿革
- 1991年（平成3年）11月17日 - 緑区鳴海町の一部より、同区鶴が沢一～二丁目が成立[1]。
- 2002年（平成14年）8月24日 - 鳴海町（字鏡田・亀ヶ洞）の一部より、鶴が沢三丁目が成立。鳴海町（字鏡田・亀ヶ洞・鶴ヶ沢）の一部を二丁目へ編入[8]。

## 世帯数と人口
2019年（平成31年）3月1日現在の世帯数と人口は以下の通りである。
| 丁目         | 世帯数  | 人口    |
| ------------ | ------- | ------- |
| 鶴が沢一丁目 | 432世帯 | 1,103人 |
| 鶴が沢二丁目 | 336世帯 | 850人   |
| 鶴が沢三丁目 | 194世帯 | 568人   |
| 計           | 962世帯 | 2,521人 |

### 人口の変遷
国勢調査による人口の推移
| 1995年（平成7年）  | 994人   | [ 9 ]  |  |
| 2000年（平成12年） | 1,122人 | [ 10 ] |  |
| 2005年（平成17年） | 1,748人 | [ 11 ] |  |
| 2010年（平成22年） | 1,809人 | [ 12 ] |  |
| 2015年（平成27年） | 2,071人 | [ 13 ] |  |

## 学区
市立小・中学校に通う場合、学校等は以下の通りとなる。また、公立高等学校に通う場合の学区は以下の通りとなる。なお、小・中学校は学校選択制度を導入しておらず、番毎で各学校に指定されている。
| 丁目         | 小学校                                      | 中学校                                      | 高等学校 |
| ------------ | ------------------------------------------- | ------------------------------------------- | -------- |
| 鶴が沢一丁目 | 名古屋市立徳重小学校                        | 名古屋市立扇台中学校                        | 尾張学区 |
| 鶴が沢二丁目 | 名古屋市立徳重小学校                        | 名古屋市立扇台中学校                        | 尾張学区 |
| 鶴が沢三丁目 | 名古屋市立徳重小学校 名古屋市立熊の前小学校 | 名古屋市立扇台中学校 名古屋市立神の倉中学校 | 尾張学区 |

## 交通
- 愛知県道56号名古屋岡崎線

## 施設
- カネスエ 徳重店
- スギ薬局 徳重店
- 梨の木公園

## その他

### 日本郵便
- 郵便番号 : 458-0814[4]（集配局：緑郵便局[16]）。